# De Familie Fortuin
De Familie Fortuin is een tweepaginastrip van Peter de Wit over een asociaal gezin. De eerste 115 afleveringen werden geschreven door Ruud Straatman, vanaf aflevering 116 (met het verdwijnen van buurman Frispeer) maakt Peter de Wit de strip alleen. Ook werden twee laatste afleveringen getekend door Mars Gremmen. De strip werd vooraf gepubliceerd in de bladen Eppo Wordt Vervolgd en Sjors en Sjimmie Stripblad, Sjosji en Striparazzi.

## Verhaal
De Familie Fortuin is een familie die woont in een achterstandswijk en bestaat uit Jan en Mien Fortuin en een stuk of wat kinderen. Het aantal kinderen wisselt per verhaal. Uit aflevering 65 blijkt dat Fortuin zijn (biologische) vaderschap over de kinderen in twijfel trekt. Naast hen woont buurman Aloysius Frispeer, iemand met goed fatsoen en een grote voorliefde voor het radioprogramma De Muzikale Fruitmand. Frispeer heeft een ongelooflijke hekel aan de familie Fortuin en laat dat vaak in niet mis te verstane bewoordingen ook duidelijk merken. Zo erg zelfs dat zijn tekst vaak gecensureerd moet worden. Het was nooit de bedoeling van Frispeer om de buurman van de familie Fortuin te worden. Hij kwam namens de gemeente de stroom van het leegstaande pand afsluiten, maar Jan Fortuin kwam op zijn pad en overdonderde hem dusdanig dat Frispeer in het lege pand moest intrekken en zijn oude huis gemeubileerd werd verhuurd voor tien jaar, terwijl Fortuin zijn oude meubels verkocht. Frispeer deed tot en met aflevering 115 mee in de strip.

## Personages
Jan FortuinVader van de familie. Hij zit in de WW, maar in het dagelijkse leven houdt hij zich met de handel bezig.
Mien FortuinMoeder van de familie. Zij verzorgt het huishouden en wordt door de kinderen vaak "dikke koe" genoemd.
OpoeOudere vrouw inwonend bij de familie fortuin. Gaat in de meeste verhalen door voor de moeder van Jan Fortuin hoewel hier ook weleens van werd afgeweken. Ze zit meestal in afwezige toestand in een rolstoel en heeft geen enkel benul van haar omgeving en wat er allemaal met haar uitgehaald wordt. In een enkel verhaal ontwaakte ze echter uit haar afwezige toestand en bleek ze een erg venijnig en asociaal karakter te hebben.
Opoe verdween bijna tegelijkertijd met Frispeer uit de serie om veel later onder tekenaar Mars weer in verwaarloosde toestand terug gevonden te worden tussen de inboedel.
De kinderen FortuinDe kinderen (allemaal jongens) zitten vol schelmenstreken en op school maken ze meester van Die het leven zuur. Ze blazen ook vaak de school op. Het aantal kinderen varieert per verhaal. Vaak zijn het er drie of vier, maar soms ook wel acht of negen.
Trutjehoela/Loesje FortuinDe enige dochter van Fortuin, met als roepnaam Trutje. Bij de geboorteaangifte wordt Jan Fortuin zelf tot ambtenaar gebombardeerd, maar hij maakt er een rommeltje van en geeft de aangegeven kinderen zelf namen. Dit wordt door de ouders en de echte ambtenaar niet gewaardeerd en ze nemen passend wraak door zijn dochter onder de naam Trutjehoela in te schrijven. In aflevering 209 wordt de fout hersteld en krijgt de dochter de naam Loesje.
IsabelleFranse au pair. Spreekt in het begin geen woord Nederlands, maar leert dit een paar afleveringen later opeens perfect te spreken dankzij een computerprogramma van Chippiedippiebandewippie.
Aloysius FrispeerDe buurman van Fortuin. Hij heeft een ongelooflijke hekel aan de Fortuins, maar tot en met aflevering 115 blijft hij naast hen wonen. Hij wordt door Jan Fortuin vaak Frismans, Pismans of Pisveer genoemd. Frispeer is vaak het slachtoffer van de oplichterspraktijken van Fortuin.
Dirk-Jan FrispeerDe zoon van buurman Frispeer. Hij probeert altijd zijn uiterste best te doen op school, maar is vaak het slachtoffer van de grappen en grollen van de kinderen van Fortuin.
Meester van DieDe schoolmeester van de kinderen van Fortuin en van Dirk-Jan. Hij is altijd het slachtoffer van de capriolen van de Fortuins. Vaak wordt de school opgeblazen, waarbij Van Die zwaargewond geraakt. Van Die is een personage gebaseerd op Jan van Die, een schrijver van de Sjors en Sjimmie- en Claire-stripverhalen. Van Die is ook de bedenker van de Fortuinstrip.
Harry RotsnorEen louche figuur die zich inlaat met allerlei duistere zaken. Aan zijn snor hangt vaak een prijskaartje. Hij wordt bijgestaan door zijn maat Piet, een boef met grote oren die alleen maar "grô" zegt. De figuur Harry Rotsnor is gebaseerd op Peter van Leersum, de toenmalige hoofdredacteur van Eppo Wordt Vervolgd. In aflevering 69 doet Van Leersum nog onder zijn eigen naam mee en is hij een burger van goede komaf.
Meneer van DalenEen burger van goede komaf die af en toe met de louche praktijken van de Fortuins in aanraking komt.
Meneer Grijpma/GraaimeubelDeurwaarder
ChippiedippiebandewippieSoms roept Jan Fortuin de hulp in van computerdeskundige Kees Puik alias Chippiedippiebandewippie.
Pietje-met-de-oortjesLouche kennis van Jan Fortuin.
Jufrouw OosterknerpDe chef van Frispeer, gebaseerd op de toenmalig hoofdredacteur Marjolein Westerterp.

## Trivia
- In de eerste verhalen spreekt de familie Fortuin nog Algemeen Beschaafd Nederlands. In de latere verhalen wordt dit gebrekkig Nederlands.
- In de afleveringen 174 t/m 190 krijgt Jan Fortuin geheugenverlies en verandert zodoende in een rechtschapen burger die goed Nederlands spreekt.
- In de Nieuwe Revu verschijnt een aantal stroken van de strip Meneer van Dalen gaat vreemd, met in de hoofdrol dezelfde Van Dalen die ook soms in de Fortuinstrips meedoet.